# Blockflötenchor
Ein Blockflötenchor ist ein mit verschiedenen Blockflöten besetzter Klangkörper.
In Entsprechung zum historischen Chorbegriff können diese einfach, nach modernem Chorbegriff auch mehrfach besetzt sein. Im ersteren Fall spricht man auch von einem Blockflötenensemble, im letzteren  von einem Blockflötenorchester.

## Renaissance und Frühbarock
In Entsprechung zur  Ausdehnung des Chorsatzes in die Diskant- und Bassregion werden die gängigen Musikinstrumente in verschiedenen Größen entwickelt, darunter auch die Blockflöte. Michael Praetorius und Marin Mersenne unterscheiden zwischen einem vierfüßigen und einem achtfüßigen Ensemble. Praetorius rät, bei mehrchörigen Besetzungen den Flötenbass durch eine Posaune oder ein Fagott zu ersetzen.  Auch bei der Tenorlage regt er einen Ersatz durch die Posaune oder Tenorgeige an. Für das  Spiel von Motetten und Canzonen durch Blockflöten besonders in Stuben und Gemächern empfiehlt er die tiefen Flöten. 
Als vierfüßige Besetzung  werden für den vierstimmigen Satz die Altflöte in G, zwei Tenorflöten und eine Bassflöte benannt.

## Hoch- und Spätbarock
In der Kammer- und Orchestermusik reduziert sich der Einsatz von Blockflöten auf die höheren Instrumente. Es dominieren die Alt-, Sopran- und Sopraninoflöten. In der Kirchenmusik werden Bässe bei Werken mit Blockflöten durch Orgel und andere Bassinstrumente ausgeführt.

## Blockflötenensembles nach 1890
Zu einer ersten Wiedergeburt des chorischen Blockflötenspiels kam es 1890 durch die Bogenhauser Künstlerkapelle. Nach 1920 experimentierte Wilibald Gurlitt in Freiburg mit Blockflöten, die er sich vom Orgelbauer Walcker anfertigen ließ. Nach 1930 verbreitete sich die Blockflöte und das chorische Musizieren unter dem Einfluss von Peter Harlan unter breiteren Schichten von Laienmusikern. Heute bestehen neben zahlreichen kleineren Ensembles auch zunehmend größere Blockflötenorchester in großer Besetzung. Die Flöten der gängigen Amateurensembles sind heute in der Regel in F und C gestimmt und umfassen bei Blockflötenorchester je nach Werk alle verfügbaren Tonlagen. Für das Quartettspiel wurden zahlreiche Noten für die Besetzung SATB herausgegeben.

## Bedeutende Ensembles
- Bogenhauser Künstlerkapelle
- Flanders Recorder Quartet
- Amsterdam Loeki Stardust Quartet
- Flautando Köln
- Seldom Sene
- Quinta Essentia Quarteto
- Berliner Blockflöten Orchester